# Hugo Rietveld
Hugo M. Rietveld (* 7. März 1932 in Den Haag; † 16. Juli 2016 in Alkmaar) war ein niederländischer Kristallograph. Auf ihn geht die nach ihm benannte Rietveld-Methode zurück.

## Leben
Nach der Emigration seiner Eltern nach Australien studierte Rietveld an der University of Western Australia und promovierte unter Begleitung durch Ted Maslen. Thema war die Neutronenbeugung an Einkristallen von p-Diphenylbenzol. Nach der Promotion kehrte er in die Niederlande zurück und forschte am Reaktor in Petten. Dort entstand auch sein erstes Computerprogramm zur Verfeinerung von Neutronen-Pulverdiagrammen. Es war in der Programmiersprache Algol verfasst. Die Methode wurde danach von anderen Wissenschaftlern nur selten verwendet. 1975 verließ Rietveld die Wissenschaft und wurde Bibliothekar am Reaktorzentrum in Petten.

## Rietveld-Methode
Die Methode fand weitere Verbreitung, als eine erste Fortranversion der Software erhältlich wurde (Alan Hewat, 1971). Der große Durchbruch entstand dann durch die Anwendung auf Pulverdiagramme der viel gebräuchlicheren Röntgenbeugung.

## Ehrungen
- Gregori-Aminoff-Preis (1995)
- Barrett Award (2003)
- Orden von Oranien-Nassau (2004)
- EPDIC Award (2010)
- Hans-Kühl-Medaille (2010) (siehe Hans Kühl)
- Das 2016 anerkannte Mineral Rietveldit ist nach ihm benannt

## Veröffentlichungen
- C.J.B. Clews, E.N. Maslen, H.M. Rietveld, T.M. Sabine: X-Ray and Neutron Diffraction Examination of p-Diphenylbenzene. In: Nature. Band 192, 1961, S. 154–155, doi:10.1038/192154a0.
- H.M. Rietveld: Line profiles of neutron powder-diffraction peaks for structure refinement. In: Acta Crystallographica. Band 22, Nr. 1, 1967, S. 151–152, doi:10.1107/S0365110X67000234.
- H.M. Rietveld: A profile refinement method for nuclear and magnetic structures. In: Journal of Applied Crystallography. Band 2, Nr. 2, 1969, S. 65–71, doi:10.1107/S0021889869006558.